# Franziskanerkloster Oeffingen
Zwischen 1773 und 1805 bestand im heute zur Stadt Fellbach im Rems-Murr-Kreis gehörenden Oeffingen ein kleines Franziskanerkloster mit drei Patres und einem Laienbruder.

## Beweggrund für die Einrichtung des Klosters
Der Augsburger Religionsfrieden führt nur zu einem Bestandsschutz der Territorialherren, nicht zu einer Entflechtung ihrer geistlichen und weltlichen Rechte. Der protestantische Herzog von Württemberg erwarb im Zuge der Reformation das Kloster Adelberg und erhielt damit auch das dem Kloster Adelberg zustehende Patronatsrecht an der katholischen Pfarrei Oeffingen. Der Herzog konnte aber die Enklave Oeffingen wegen des Territorialprinzips nicht reformieren, so dass dort weiter katholische Seelsorge stattfinden musste. 1771 schlug er dem Diözesanbischof von Konstanz einen Hofkaplan als Pfarrer vor, der sich durch einen Vikar in Oeffingen auf Dauer vertreten lassen wollte. Dem Diözesanbischof war diese Absicht nicht bekannt und setzte den vorgeschlagenen Hofkaplan als Pfarrer in die Pfarrei Oeffingen ein. Der getäuschte Diözesanbischof ließ sich auf eine kirchenrechtliche Auseinandersetzung nicht ein. Der vom Domkapitel Augsburg eingesetzte Obervogt Joseph Grünfiesser schlug dem Grundherrn, dem Domkapitel vor, in Oeffingen ein Franziskanerhospitium zu errichten.

## Juristische Auseinandersetzungen zwischen Grundherrn und Kirchenpatron
Die Oberdeutsche (Straßburger) Ordensprovinz des Franziskanerordens beantragte beim Domkapitel Augsburg und beim Diözesanbischof von Konstanz die Genehmigung zur Errichtung einer kleinen Niederlassung, eines Hospizes. Diesem Antrag gab der Diözesanbischof 1772 statt, und die Franziskaner begannen 1772 mit dem Bau. Herzog Carl Eugen von Württemberg wies jedoch seinen Vogt in Waiblingen an, den Bau einstellen zu lassen. Es stellte sich heraus, dass der Bau auf einem Grundstück im Wert von 100 Gulden (Silberäquivalent 1200 Gramm) begonnen wurde, das der Pfarrei Oeffingen zehntpflichtig war. Durch die Inanspruchnahme des Grundstücks entstand für das Herzogtum Württemberg die Gefahr, dass sich seine Unterhaltslasten für die Pfarrei Oeffingen vergrößerten, weil der Kirchenzehnt nicht mehr bezahlt werden konnte.
Die Franziskaner bauten auf einem Ersatzgrundstück weiter. Das Hospiz war fast vollendet, als die herzogliche Regierung im November 1774 nochmals den Weiterbau untersagte. Die Straßburger Franziskaner klagten hiergegen, und 1775 erlaubte der Reichshofrat mit Sitz in Wien den Weiterbau. Im selben Jahr wurde die einfache und bescheidene Franziskanerkirche im Stil einer Bettelordenskirche vollendet.

## Aufhebung des Franziskanerklosters
Aufgrund des Reichsdeputationshauptschlusses fiel das Domkapitel Augsburg 1803 an Bayern. Das Königreich wies den noch im Amt befindlichen früher augsburgischen Obervogt Bobinger 1805 an, das Kloster aufzulösen. Der Superior des Klosters durfte als Aushilfe im Oeffinger Pfarrhaus bleiben; die übrigen Angehörigen wurden ins Zentralkloster Lechfeld geschickt.
Gebäude, Kirche und Inventar des Klosters wurden verkauft. Kirche und Gebäude kauften zehn Bürger von Oeffingen und mussten beides 1810 weiterreichen, da sie den Kaufpreis nicht aufbringen konnten. Eine Baumwollfabrik wurde eingerichtet und 1813 nach Esslingen verlegt. 1834 versuchte man es mit einer Tabakfabrik, die noch im selben Jahr stillgelegt wurde. 1835 wurde das Franziskanerhospitium für 4700 Gulden (Silberäquivalent 44, 880 Tsd. Gramm) verkauft und dann abgebrochen.
Die Bezeichnungen Klosterstraße, Klosterplatz, Klostergarten und Klostermauer erinnern noch an das Hospiz. Teile des Klosterkellers und der Klostermauer sind in dem Anwesen Hofener Straße 9 noch vorhanden. Die Altäre der Klosterkirche und der Kreuzweg wurden 1810 vom Heiligenpfleger der St. Barbara-Kirche im benachbarten Stuttgart-Hofen erworben. Im Jahre 2010 wurden die Altäre restauriert. Ebenfalls noch vorhanden ist die Orgel der Klosterkirche, sie wird in der Pfarrkirche St. Urban und Vitus in Neuhausen bei Pforzheim verwendet.